# Allure Homme
Pour les articles homonymes, voir Allure.
Allure Homme est un parfum masculin de Chanel, créé par Jacques Polge et sorti en 1999. 

## Création
Le parfum Allure Homme est créé par Jacques Polge, le « nez » des Parfums Chanel depuis 1978. Il s'inspire des connaissances masculines de Coco Chanel (artistes, hommes d'affaires, poètes...) aux fortes personnalités. 
Les notes de tête sont la mandarine, la coriandre et la bergamote, les notes de cœur sont le freesia, le jasmin, le poivre, le vétiver et la rose, tandis que les notes de fond sont la fève tonka, le labdanum, le santal, le cèdre atlas et la vanille,.
Le flacon est volontairement simple et rectangulaire avec un bouchon métallisé gravé du double « C » cerclé. La couleur de la boîte rappelle le tabac foncé pour contraster avec la couleur chair de la boîte de son alter égo féminin, Allure. 

## Succès
Allure Homme fait partie des dix parfums masculins les plus spontanément cités par les hommes selon un sondage réalisé en 2011. 

## Variations
À la suite du succès d'Allure Homme, Jacques Polge a imaginé d'autres variations pour Chanel : Allure Homme Sport en 2004, Allure Homme Sport Cologne Sport en 2007, Allure Homme édition blanche en 2008 puis Allure Homme Sport Eau Extrême en 2012,,.